# 투 나잇 틸 모닝
《투 나잇 틸 모닝》({{llang|fi|2 yötä aamuun})은 2015년 몬트리올 세계 영화제에서 상영한 핀란드, 리투아니아의 드라마, 로맨스 영화이다.

## 줄거리
리투아니아의 도시 빌뉴스에서 우연히 만난 프랑스 출신 건축가 캐롤린과 핀란드 출신 DJ 야코의 이틀간의 짧은 만남을 그린 영화

## 출연진
- 마리 조지 크로즈 - 캐롤린 역
- 미코 노우자이넨 - 야코 역
- 알리 조버 - 셀린 역